# Javier Rebollo
Javier Rebollo (nacido en Madrid, España, el 14 de septiembre de 1969) es director de cine, guionista, productor, profesor, conferenciante y performer. Es licenciado en Ciencias de la Información, en la especialidad de Imagen, por la Universidad Complutense de Madrid.

## Primeros años. Documentales. Lolita Films
Entre 1990 y 1994 estudia y trabaja en Metrópolis Centro de Estudios, lo que le permite ser asistente personal de Antonio Drove. En el año 1996 crea junto Damián París y Lola Mayo, la productora Lolita Films, con la que produce sus cortometrajes, largometrajes y trabajos documentales para televisión, junto a cortometrajes, largometrajes y documentales de otros directores (entre ellos destacan Un, dos tres, taxi de Ricardo Aristeo -1998-; Llévame a otro sitio -2004-, Hasta la muerte -2005-, nominado a Mejor Cortometraje de Animación, En el hoyo -2006- y Mañana no es otro día -2015- de David Martin de los Santos; o el largometraje de Lino Escalera, No sé decir adiós -2017-).
Entre 1993 y 1999 realiza para los Servicios Informativos de Telemadrid la serie documental 30 minutos, entre los cuales resaltan La memoria herida (1997) o Cartas al Sahara (1999). Entre 1999 y 2010 produce y realiza para el espacio Documentos TV de La 2 de Televisión Española, dirigido por Pedro Erquicia, documentales como Lejos del manicomio (2000), Sin techo (2001), Gran Sol, al final de la marea (2002), A través del cristal (2003) u Hospital (2005). En ese espacio informativo, Rebollo intenta «ir más allá del formato, dejar las muletas televisivas, de la actualidad, y apuntar más hacia la eternidad del documental frente al reportaje, a través de un despliegue de mecanismos cinematográficos y con una elaborada puesta en escena».
En el año 2004, el Festival Internacional de Cine Documental DOCUMENTAMADRID dedica una retrospectiva a los documentales de Javier Rebollo y Lola Mayo para televisión. El ciclo se tituló: Javier Rebollo y Lola Mayo: en los límites de la realidad. El tándem Javier Rebollo-Lola Mayo obtuvo en 2006, entre otros premios por sus trabajos documentales en conjunto, el Premio Reina Sofía de Periodismo contra los Drogas por A través del cristal (2004).

## Cortometrajes
Entre 1997 y 2002 Rebollo dirige los cortometrajes En medio de ninguna parte (1997, 35mm), ¡Hola, desconocido! (1998, 35mm), El equipaje abierto (1999, 35mm), El preciso orden de las cosas (2001, 35mm) —episodio de un filme colectivo realizado para el programa Versión Española dirigido por Santiago Tabernero para Televisión Española-, y En camas separadas (2002, 35mm). Se trata de un ciclo de cortometrajes protagonizados por Lola Dueñas.Todos estos trabajos se estrenan en la Sección Oficial de la SEMINCI-Semana Internacional de Cine de Valladolid y con ellos obtiene por dos veces la Nominación a los Premios Goya al Mejor Cortometraje de Ficción (1997 y 2003), es finalista al Premio al Mejor Cortometraje de los Premios del Cine Europeo, gana un centenar de premios, y acude a festivales de todo el mundo como Clermont-Ferrand, Cracovia, Montreal, Locarno, así como a Alcalá de Henares, Bilbao, Valladolid y Valencia en España. Por dos veces es preseleccionado al Premio Óscar de la Academia de Hollywood (EE. UU.) y gana los dos primeros premios del Certamen Nacional de Cortometrajes del Festival de Cine de Alcalá de Henares-ALCINE, el Primer Premio Nacional, el Primer Premio Comunidad de Madrid, el Premio al Mejor Sonido y el Premio a la Mejor Actriz (Lola Dueñas).
En 2016, Rebollo rueda en la Escuela Internacional de Cine y Televisión (San Antonio de los Baños, Cuba) el cortometraje Pequeña historia (apócrifa) de los motivos visuales en la historia del cine. 1 - Mujer mirando por la ventana, estrenado en Festival de Cine de Alcalá de Henares-ALCINE, y en 2016 rueda para LA FABRICA y NotodoFilmFestival los cortometrajes en video (Yo) tengo perspectiva de la vida y Consejo a los cabreros. 
Rebollo ha reivindicado el cortometraje como género mayor: «no lo considero trampolín ni salto a nada sino un sitio del que ir y venir como otros directores europeos hacen de manera saludable como Agnes Vardá o Chantal Akerman».

## Largometrajes
En 2006 Javier Rebollo dirige su primer largometraje, Lo que sé de Lola / Ce que je sais de Lola (2006, 35mm), protagonizado por Lola Dueñas, Michaël Abiteboul y Carmen Machi. Se trata de coproducción franco-española entre Lolita Films y Malvarrosa Media en España y Lazennec en Francia. La película, rodada en Francia (París y Calais) y España (La Mancha y los estudios de la Ciudad de la Luz en Alicante), viene a continuar el ciclo iniciado con En medio de ninguna parte sobre el personaje que Lola Dueñas viene representando en estos años en sus películas.
Lo que sé de Lola, se estrenó en la Sección Oficial del Festival Internacional de Cine de San Sebastián y fue nominada al Goya a la Mejor Dirección Novel. El filme participó en 50 festivales internacionales y ha obtenido, entre otros, el FIPRESCI-Premio de la Crítica Internacional en el London Film Festival, el Gran Premio del Festival de Cine Español de Marsella, el Premio Julio Verne a la Mejor película del Festival de Cine Español de Nantes, el Gran Premio del Festival Internacional de Cine de Seúl (Corea), así como el premio al Mejor Director en los festivales de Montevideo (Uruguay) y Santa Cruz de la Sierra (Bolivia), y el Premio a la Mejor Ópera Prima en los festivales de Tudela (España), Guadalajara (México), MadridImagen (España) y Chicago (EE. UU.). La película obtuvo una gran repercusión entre la crítica (fue elegida por el conjunto de críticos reunidos anualmente por El Cultural de El Mundo entre las cinco mejores películas del año).
En el año 2009 Rebollo dirige La mujer sin piano, protagonizado por Carmen Machi y Jan Budar. La película se estrena en la Sección Oficial del Festival Internacional de Cine de San Sebastián, donde gana la Concha de Plata al Mejor Director. Según la encuesta anual que cada fin de año realiza El Cultural del diario El Mundo, fue escogida como la mejor película española estrenada en el año 2010. Por otro lado, la revista Cahiers du Cinéma España, que escoge cada año las mejores películas estrenadas en España, incluyó tan solo una película española, también La mujer sin piano. Entre otros ha ganado el Premio a la Mejor Película en el Festival Internacional de Cine de Los Ángeles (AFI), el Premio a la Mejor Película en el Festival de Cine Español de Toulouse y en el Festival Internacional de Cine de Tirana, entre otros. También obtuvo el Premio FIPRESCI de la crítica Iberoamericana en el Festival Internacional de Montevideo y el Premio al Mejor Director, Mejor Guion y Mejor Fotografía en el Festival de Cine de Ceará (Brasil).
En 2013 Rebollo estrena El muerto y ser feliz, una película de «carreteras, perros y pistolas» rodada en Argentina a lo largo de 5.000 km con José Sacristán, la actriz uruguaya Roxana Blanco y un Ford Falcon Deluxe. Por esta película Sacristán ha obtenido la Concha de Plata del Festival de San Sebastián, el Premio Goya al Mejor Actor así como el Premio Gaudí al Mejor Actor. En San Sebastián la película recibe también el FIPRESCI- Premio de la Crítica Internacional. La película viajó por festivales en todo el mundo destacando, la proyección en 2014 en el MoMa de Nueva York o el premio al Mejor Director en el American Film Institute de Los Ángeles (EE. UU.).

## Retrospectivas
En el año 2003 el Festival Internacional de Cine de Brest (Francia) dedicó una retrospectiva a todos sus trabajos en cine, con el título Javier Rebollo, un auteur. Y el Festival de Cine Español de Bruselas, otra retrospectiva de todos sus cortometrajes en el año 2004 titulada Javier Rebollo: Desespoir et Beauté. En el 2007 se le han dedicado nuevos ciclos retrospectivos de todos sus trabajos en cine en Essone (Francia) y Tübingen (Alemania). 

## Enseñanza
Actualmente Rebollo es profesor en la ECAM-Escuela de Cine de la Comunidad de Madrid, en el Instituto de Cine de Madrid (NIC), en el MASTER LAV-Laboratorio Audiovisual de Creación y Práctica Contemporánea y en la Escuela Internacional de Cine y Televisión de San Antonio de los Baños (Cuba). Además es asesor de proyectos en la Universidad Pompeu Fabra de Barcelona.
Rebollo ha impartido igualmente clases en Metrópolis Centro de Estudios (Madrid), EICTV-Escuela Internacional de Cine de San Antonio de los Baños (Cuba), TAI-Estudios Universitarios (Madrid), BANDAPARTE-Escuela de Cine (Barcelona), Escuela Nacional de Cine de Uruguay (Montevideo), Escuela Nacional de Cine Marubi (Tirana, Albania),Universidad Católica de Cine San José (Costa Rica), Universidad Jaume I (Castellón), Universidad Internacional Menéndez Pelayo-Sede de Cuenca, La Plantación, encuentros y conocimiento (Orense), Centro Internacional de Cultura Contemporánea-TABAKALERA (San Sebastián), LENS-Escuela de Artes Visuales (Madrid)…
Participa igualmente como profesor invitado y conferenciante en distintas instituciones, como las Universidad Complutense de Madrid, Santander, Bilbao o Valencia, el Colegio de España en París, los Institutos Cervantes de Roma y Nápoles (Italia), en las Casas de España en Tesalónica (Grecia) o de Montevideo (Uruguay), entre otros.

## Equipo
Entre el equipo con el que Rebollo colabora sistemáticamente se encuentran Luis Bértolo (ayudante de dirección y ahora coguionista), Santiago Racaj (director de fotografía), Daniel Fontrodona (sonido), Miguel Ángel Rebollo (director de arte), Lola Mayo (coguionista) y José Luis Gómez (jefe de eléctricos). 
A Javier Rebollo le caracteriza en su forma de trabajar una máxima de Marcel Hanoun: «En el cine se producen errores constantemente. Solo hay que saber amplificarlo».

## Filmografía de Javier Rebollo
- La memoria herida (1997), Documental, Programa 30 minutos, Telemadrid
- En medio de ninguna parte (1997), Cortometraje
- Hola, desconocido! (1998), Cortometraje
- Cartas al Sáhara (1999), Documental, Programa 30 minutos, Telemadrid
- El equipaje abierto (1999), Cortometraje
- Lejos del manicomio (2000), Documental,  Documentos TV, TVE
- Sin techo (2001), Documental, Documentos TV, TVE
- El preciso orden de las cosas (2001), Cortometraje
- Gran Sol, al final de la marea (2002), Documental, Documentos TV, TVE
- En camas separadas (2002), Cortometraje
- A través del cristal (2003),Documental, Documentos TV, TVE
- Hospital (2005), Documental, Documentos TV, TVE
- Ce que je sais de Lola (Lo que sé de Lola) (2006), Largometraje
- La mujer sin piano (Woman Without Piano) (2009),Largometraje
- El muerto y ser feliz (2013), Largometraje
- Pequeña historia (apócrifa) de los motivos visuales en la historia del cine. 1 - Mujer mirando por la ventana (2016), Cortometraje
- (Yo) tengo perspectiva de la vida (2016), Cortometraje, La FÁBRICA y Notodofilmfestivall
- Consejo a los cabreros  (2016), Cortometraje, La FÁBRICA y Notodofilmfestival
- En la alcoba del Sultán (en producción). Largometraje.

## Premios y distinciones
Festival Internacional de Cine de San Sebastián
| Año  | Categoría                         | Película              | Resultado |
| ---- | --------------------------------- | --------------------- | --------- |
| 2009 | Concha de Plata al mejor director | La mujer sin piano    | Ganador   |
| 2012 | Premio FIPRESCI                   | El muerto y ser feliz | Ganador   |